# Atarba (Atarba) mexicana
Atarba (Atarba) mexicana is een tweevleugelige uit de familie steltmuggen (Limoniidae). De soort komt voor in het Neotropisch gebied.